# Беницкая-Байза, Элеонора
Элеонора Беницкая-Байза (венг. Lenke Beniczky-Bajza; 7 февраля 1839, Пешт — 2 апреля 1905, Будапешт) — венгерская писательница, драматург и журналистка.

## Биография
Дочь поэта Йозефа Байзы. Была замужем за книгоиздателем Г. Хекенаштом, но разошлась с ним и вышла за политика Ференца Беницкого.
Написала с 1858 года около 50 романов и повестей из современной общественной жизни, отличающихся психологическою глубиною, прекрасною обрисовкою характеров и занимательностью сюжета. Некоторые из них переведены на немецкий, французский и английский языки; по-русски «Опал, венгерская повесть» (Одесса, 1890).
Ею написано также несколько пьес для национального венгерского театра.
Похоронена на кладбище Керепеши.

## Избранные произведения
- Beszélyek (1858)
- Ujabb beszélyek (1862)
- Két szív harcza (1866)
- Előítélet és felvilágosultság (1872)
- Itt és a jövő életben (1878)
- Mártha (1881)
- Tévesztett utak (1883)
- Ruth (1884)
- A fátyol titkai (1884)
- Az első nyom (1885)
- A porban született (1885)
- Nem ismerem a mult történetét (1885)
- A vér hatalma (1886)
- Saját kezébe (1886)
- Az erdei lak (1885)
- Rhea grófnő (1886)
- Zárt ajtók mögött (1886)
- Északról délről. (1887)
- Ő az! (1887)
- Zsebkendő és legyező (1887)
- A helytartóné (1887)
- A miniszterelnök szünideje (1888)
- A gyöngysor (1888)
- A hol a czipő szorít. (1888)
- Edith (1888)
- Szabály ellen (1889)
- A hegység tündére (1889-90)
- Tűzben (1890)
- Az élet viharában (1890)
- A házasság titka (1890)
- A vér (1891)
- Végzetes tévedés (1904)